# Rules Don't Apply
Rules Don't Apply (en España, La excepción a la regla) es una película estadounidense de 2016, dentro del género comedia dramática, escrita, producida y dirigida por Warren Beatty. Su reparto está compuesto por el propio Warren Beatty, Lily Collins, Alden Ehrenreich, Annette Bening, Matthew Broderick, Alec Baldwin, Haley Bennett, Candice Bergen, Dabney Coleman, Steve Coogan, Ed Harris, Megan Hilty, Oliver Platt, Martin Sheen y Paul Sorvino. 
Ambientada en Hollywood en la década de 1950, se centra en la relación romántica entre una joven actriz y un empleado, la cual es prohibida por su empleador Howard Hughes. Se estrenó el 23 de noviembre del 2016, en los Estados Unidos.

## Argumento
En 1958, Marla Mabrey (Lily Collins), joven bautista devota, reina de belleza y aspirante a actriz , llega a Hollywood desde Virginia unas semanas después que Frank Forbes (Alden Ehrenreich), joven ambicioso y devoto metodista. Ambos quieren tener éxito trabajando para el afamado multimillonario Howard Hughes (Warren Beatty). Los jóvenes se atraen instantáneamente, pero esto se opone a las estrictas reglas de Hughes, que prohíben cualquier clase de interacción sexual o romántica entre sus empleados.

## Reparto
- Warren Beatty como Howard Hughes
- Lily Collins como Marla Mabrey.
- Alden Ehrenreich como Frank Forbes.
- Annette Bening como Lucy Mabrey.
- Matthew Broderick como Levar Mathis.
- Alec Baldwin como Robert Maheu.
- Candice Bergen como Nadine Henly.
- Dabney Coleman como Raymond Holliday.
- Steve Coogan como el Coronel Nigel Briggs.
- Ed Harris como el señor Bransford.
- Megan Hilty como Sally.
- Oliver Platt como Forester.
- Martin Sheen como Noah Dietrich.
- Paul Sorvino como Vernon Scott.
- Taissa Farmiga como Sarah Bransford.
- Amy Madigan como la señora Bransford.
- Haley Bennett como Mamie.
- Joshua Malina como Herb.
- Ashley Hamilton como Rudolf.
- Evan O'Toole como Matt Mabrey.
- Patrick Fischler como el director.
- Josh Casaubon como Marvin.
- Hart Bochner como el coronel Willis.
- Michael Badalucco como Solly.
- Holmes Osborne como Cappy.
- Christine Marzano como Carrie.
- Louise Linton como Betty.
- Julio Oscar Mechoso como Anastasio Somoza Debayle.

## Producción

### Desarrollo
El 20 de junio del 2011, Paramount Pictures anunció que Warren Beatty sería el encargado de escribir, dirigir y protagonizar una película, su primer trabajo como director desde Bulworth (1998) y como actor desde Town & Country (2001). Por más de 40 años, Beatty estuvo trabajando en una película biográfica sobre Howard Hughes tras encontrárselo en el lobby de un hotel a principios de la década de 1970 y quedarse fascinado por él. El guion fue escrito por Beatty, basado en una historia que escribió junto al guionista Bo Goldman, dos veces ganador del Óscar. El 16 de noviembre del 2011, Paramount abandonó el proyecto, que fue retomado por New Regency Pictures. La película estuvo en su etapa de desarrollo por casi tres años. El 24 de febrero de 2014 se informó que New Regency y RatPac Entertainment producirían y financiarían el filme, con un presupuesto de 26,7 millones de dólares.

### Reparto
El 22 de junio de 2011 se anunció que Beatty estaba buscando un elenco para la película, con él en el papel de Howard Hughes. Para ello, se encontró con los actores Andrew Garfield, Alec Baldwin, Annette Bening, Shia LaBeouf, Jack Nicholson, Evan Rachel Wood, y Rooney Mara. En noviembre de 2011 Felicity Jones se unió al elenco como protagonista femenina, pero luego abandonó el rol, debido a demoras de producción. Justin Timberlake y Alden Ehrenreich fueron considerados como protagonistas masculinos, mientras que se rumoreaba que Bening, Nicholson, Baldwin y Owen Wilson también participarían. Casi tres años después, el 24 de febrero del 2014, se anunció que Ehrenreich, Lily Collins, Matthew Broderick y Bening formaban parte del elenco: Collins, en el rol de una joven actriz llamada Marla Mabrey, y Ehrenreich como Frank Forbes, su chofer e interés amoroso. Candice Bergen también se unió al reparto como la secretaria de Hughes, Nadine Henly. En mayo del 2014, Alec Baldwin se unió al elenco para interpretar a Robert Maheu, el abogado de Hughes.